# Swain County
Swain County je okres amerického státu Severní Karolína založený v roce 1871. Hlavním městem je Bryson City. Leží u hranic se státem Tennessee. Pojmenovaný je podle guvernéra Severní Karolíny Davida Lowryho Swaina (1801–1868).

## Sousední okresy
| Růžice kompasu | Blount County (TN) | Sevier County (TN) |                | Růžice kompasu |
| Růžice kompasu |                    | Sever              | Haywood County | Růžice kompasu |
| Růžice kompasu | Swain County       |                    | Haywood County | Růžice kompasu |
| Růžice kompasu | Jih                |                    | Haywood County | Růžice kompasu |
| Růžice kompasu | Graham County      | Macon County       | Jackson County | Růžice kompasu |